# Wolkersdorf (Schwabach)
Wolkersdorf (fränkisch: Wolgaschdoaf) ist ein Gemeindeteil der kreisfreien Stadt Schwabach (Mittelfranken, Bayern). Die Gemarkung Wolkersdorf hat eine Fläche von 12,770 km². Sie ist in 4249 Flurstücke aufgeteilt, die eine durchschnittliche Flurstücksfläche von 3005,31 m² haben. In ihr liegen neben dem namensgebenden Ort die Gemeindeteile Dietersdorf, Oberbaimbach, Raubershof und Unterbaimbach.

## Geographie
Durch das Pfarrdorf fließt der Zwieselbach, der unmittelbar östlich des Ortes als linker Zufluss in die Rednitz mündet. Im Südwesten liegt das Waldgebiet „Waldspitz“, im Westen der „Hörmannsberg“ und der „Heroldsberg“, im Norden liegt das „Schneittental“, im Nordosten das Flurgebiet „Grund“ und im Südwesten das „Katzwanger Hölzlein“. Die Bundesstraße 2 führt nach Holzheim (1,4 km nördlich) bzw. nach Schwabach (3,5 km südlich). Die Kreisstraße SC 1 führt nach Dietersdorf (2,2 km westlich). Gemeindeverbindungsstraßen führen nach Unterbaimbach (1,3 km südwestlich) und nach Katzwang (1,4 km südöstlich).

## Geschichte

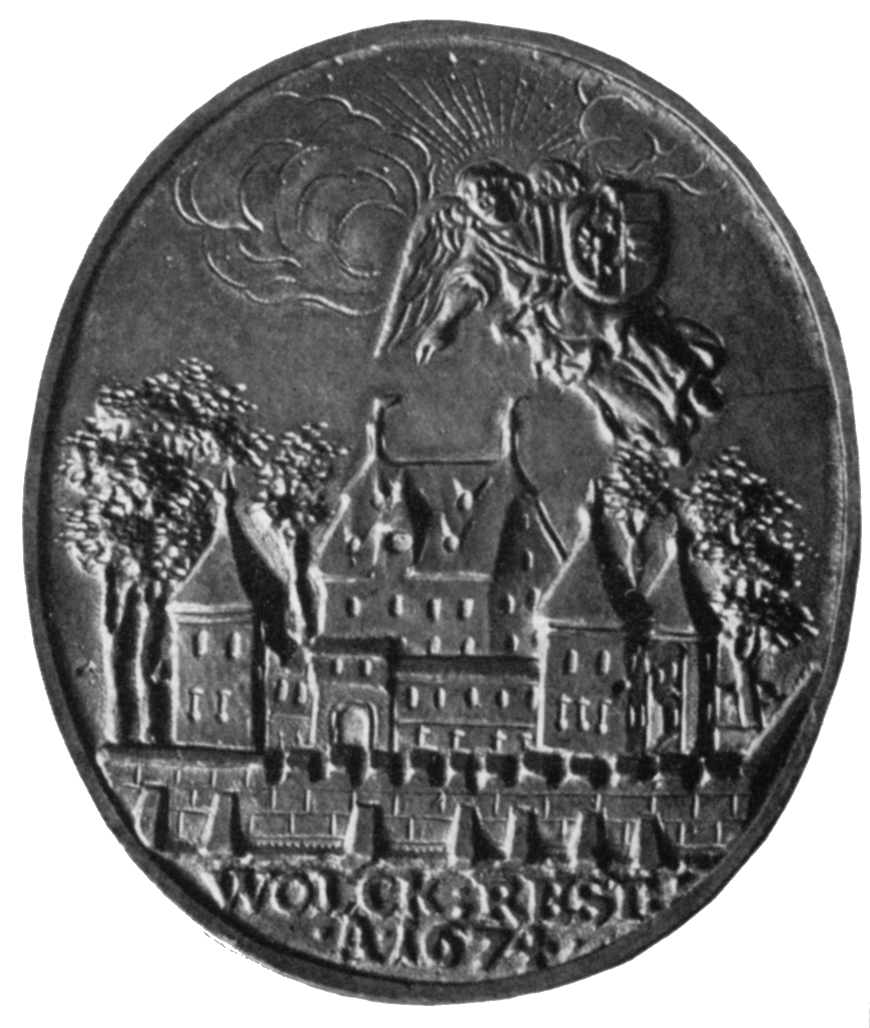
Schloss Wolkersdorf auf einer Silbermedaille von 1674

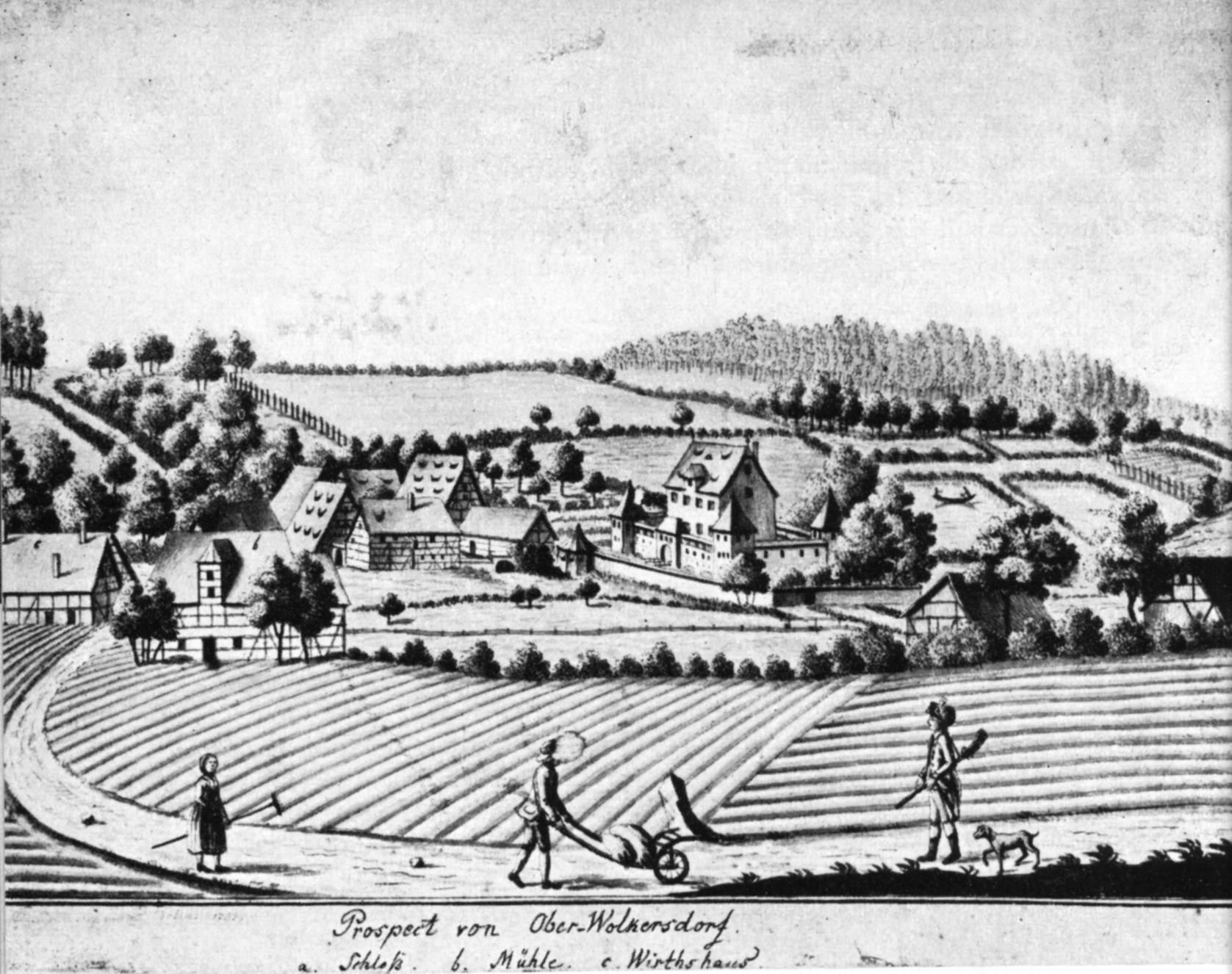
Oberwolkersdorf (1753)

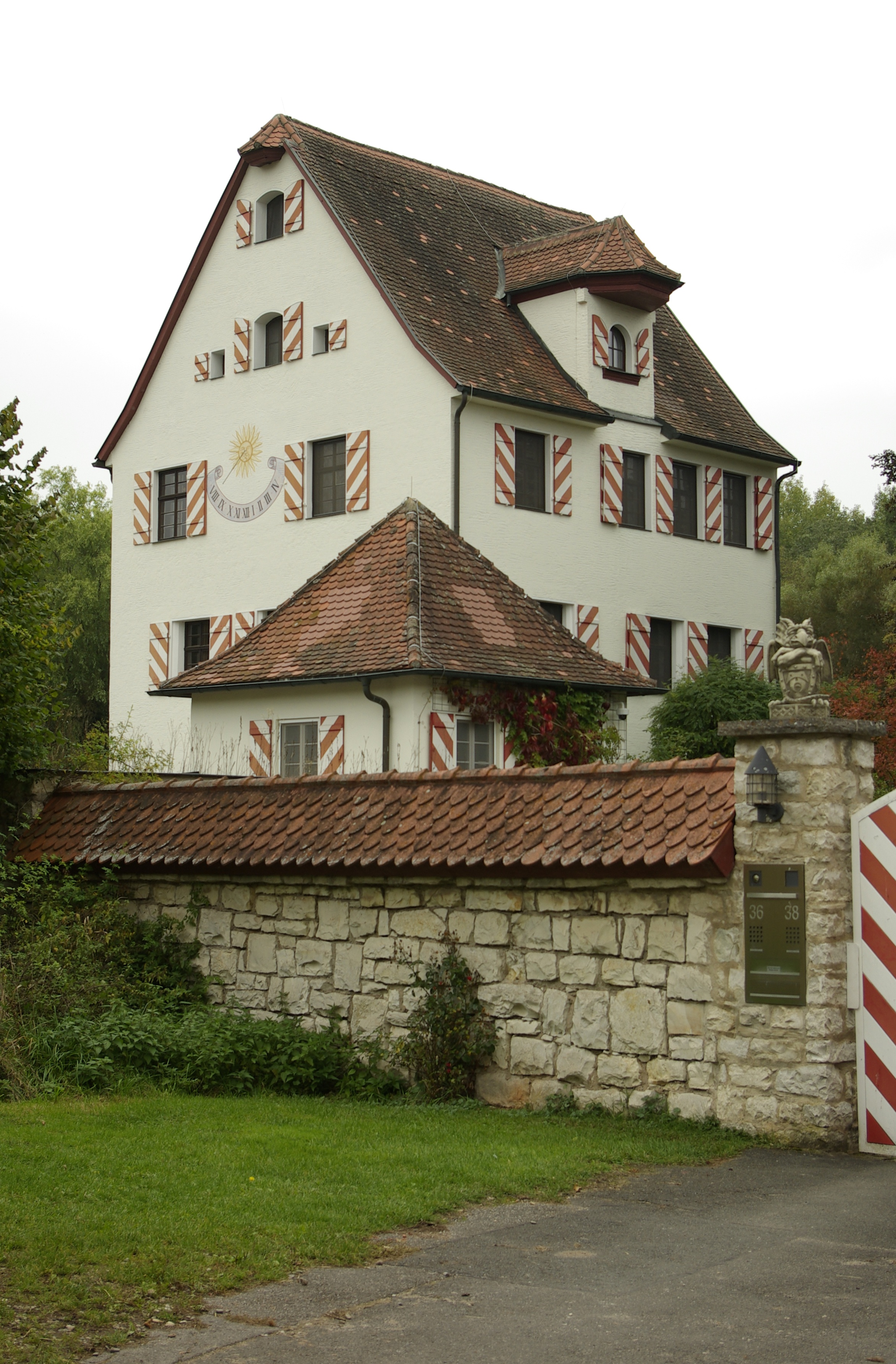
Am Wasserschloß 36: ehemaliges Wasserschloss

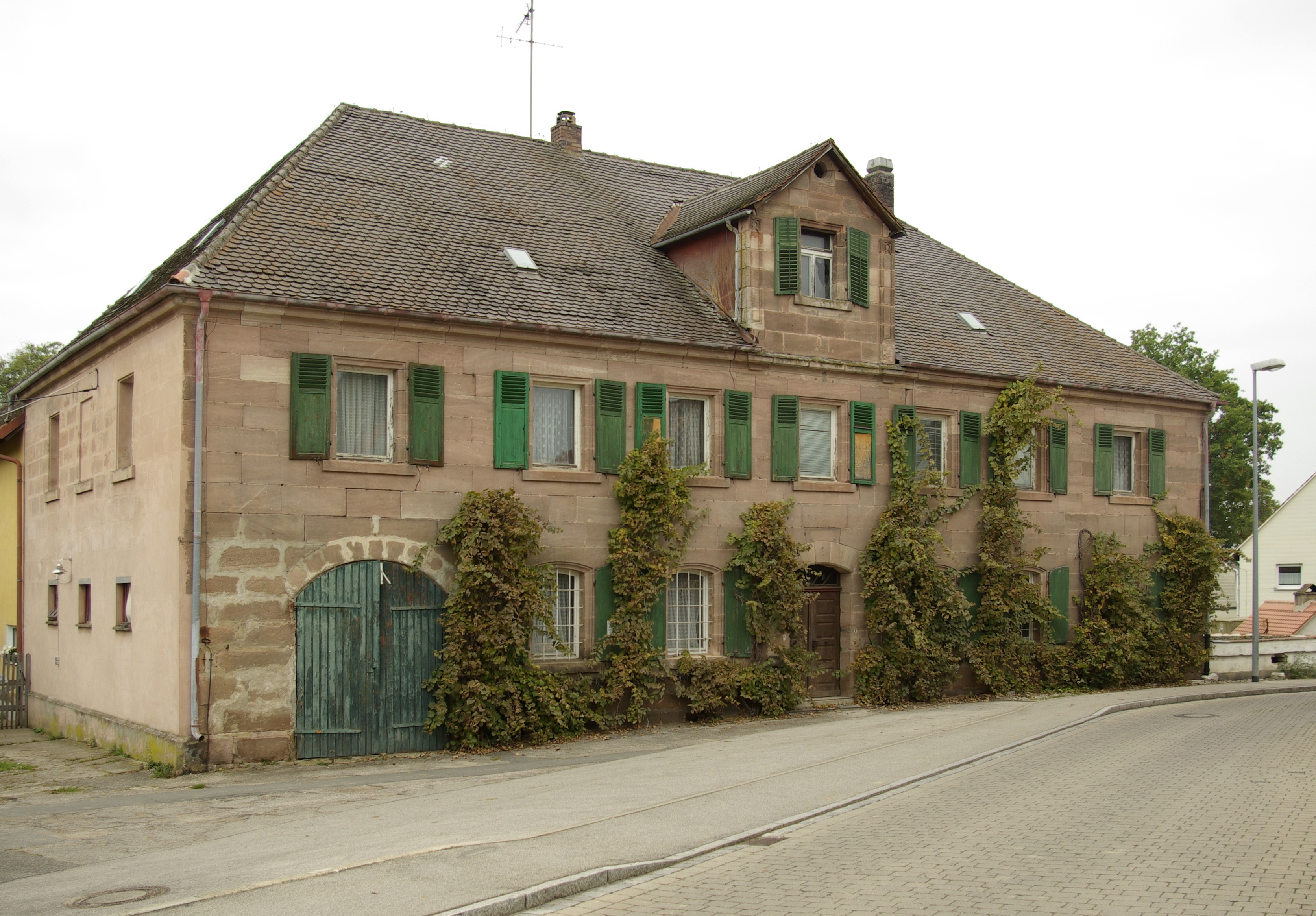
Am Wasserschloß 34: ehemaliges Verwalterhaus des Schlosses

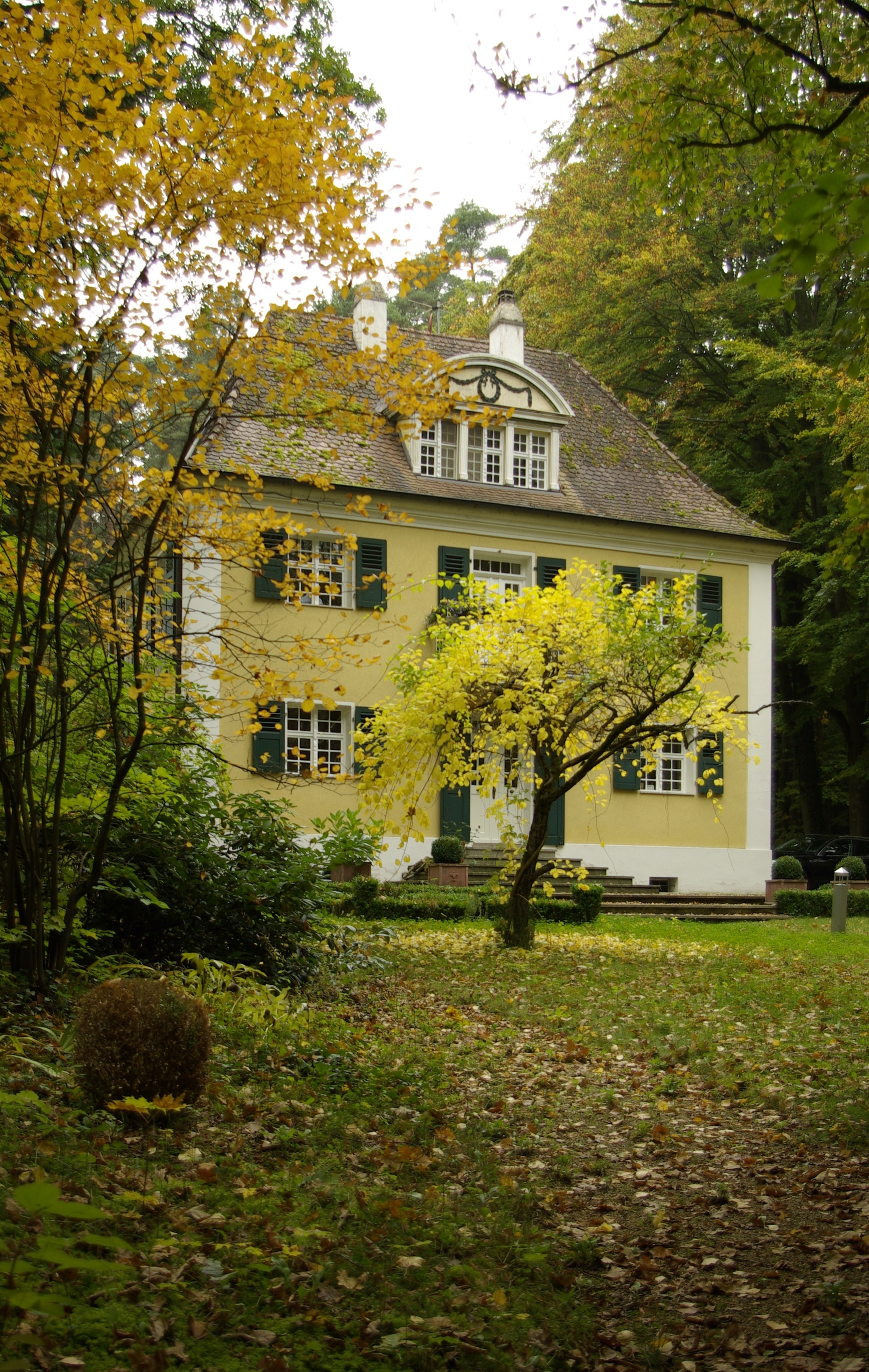
Baimbacher Straße 4: ehemaliges Jagd- und Landhaus

Um 1241 wurde der Ort als „Wolcolfesdorf“ erstmals urkundlich erwähnt. Das Bestimmungswort des Ortsnamens ist Wolkold, der Personenname des Siedlungsgründers. Der Ort gehörte ursprünglich zur Katzwanger Mark, die dem Kloster Ellwangen unterstand. 1296 verkaufte das Kloster Ellwangen die Katzwanger Mark an das Kloster Ebrach. 1297 wurde ein Ortsadel zu „Vokoltstorf“ erwähnt, der bis zum 14. Jahrhundert nachweisbar ist. In der Folgezeit wurden Nürnberger Patrizier Grundherren des Ortes und des Schlosses. Am längsten hatten die Fürer von Haimendorf das Schloss in Besitz (1630–1843). 1863 verkaufte Karl Christoph Oelhafen von Schöllenbach die Hälfte des Schlosses und seinen Gutsbesitz an Handwerker, Bauern und Gütler. Damals erwarb der Wirt und Gutsbesitzer Johann Georg Stief von Hohenstein den Wirtschaftshof mit dem Voitenhaus.
1732 gab es laut den Oberamtsbeschreibungen von Johann Georg Vetter in Oberwolkersdorf sieben Anwesen und in Unterwolkersdorf elf Anwesen. Alle Anwesen unterstanden dem Nürnberger Eigenherrn von Fürer. Gegen Ende des 18. Jahrhunderts gab es in Oberwolkersdorf elf Anwesen (1 Schloss mit Jägerhaus und Ökonomiegut, 3 Köblergüter, 1 Gut mit Gastwirtschaft, 2 Gütlein, 3 Leerhäuser) und in Unterwolkersdorf elf Anwesen (2 Ganzhöfe, 4 Dreiviertelhöfe, 3 Halbhöfe, 1 Köblergut, 1 Gütlein). Das Hochgericht übte das brandenburg-ansbachische Oberamt Schwabach aus. Die Dorf- und Gemeindeherrschaft sowie die Grundherrschaft über alle Anwesen hatte der Nürnberger Eigenherr von Fürer. Neben den Anwesen gab es noch zwei Gemeindehirtenhäuser.
Von 1797 bis 1808 unterstand der Ort dem Justiz- und Kammeramt Schwabach. Im Rahmen des Gemeindeedikts wurde 1808 Wolkersdorf dem Steuerdistrikt Dietersdorf (II. Sektion) und der 1818 gebildeten Ruralgemeinde Dietersdorf zugeordnet. Am 14. Oktober 1959 wurde die Gemeinde nach Wolkersdorf umbenannt. Am 1. Juli 1972 wurde Wolkersdorf im Zuge der Gebietsreform in Bayern nach Schwabach eingegliedert.

### Baudenkmäler
In Wolkersdorf gibt es 13 Baudenkmäler:
- diverse Wohngebäude
- ehemaliges Wasserschloss
- ehemaliges Jagd- und Landhaus
- Wohnhaus mit Atelier des Künstlers Wilhelm Schiller
- ehemaliges Gasthaus
- Eisenbahnbrücke

### Einwohnerentwicklung
| Jahr      | 1818   | 1840   | 1861   | 1871   | 1885   | 1900   | 1925   | 1950   | 1961   | 1970   | 1987   | 2017   | 2020  |
| Einwohner | 208    | 228    | *331   | 299    | 334    | 312    | 462    | 1401   | 1759   | 2516   | 3766   | 4667   | 4786  |
| Häuser    | 38     | 46     |        |        | 54     | 65     | 100    | 224    | 364    |        | 1102   |        |       |
| Quelle    | [ 15 ] | [ 16 ] | [ 17 ] | [ 18 ] | [ 19 ] | [ 20 ] | [ 21 ] | [ 22 ] | [ 23 ] | [ 24 ] | [ 25 ] | [ 26 ] | [ 1 ] |

## Religion
Der Ort ist seit der Reformation evangelisch-lutherisch geprägt. Die Einwohner von Oberwolkersdorf waren ursprünglich nach St. Georg in Dietersdorf gepfarrt, während die Einwohner von Unterwolkersdorf nach Katzwang gepfarrt waren. Unterwolkersdorf gründete 1952 die Pfarrei Schwabach Christophoruskirche. Die Bewohner westlich des Backenfeldsteigs gehören nach wie vor zur Kirchengemeinde Schwabach-Dietersdorf. Nach dem Zweiten Weltkrieg wurden viele Heimatvertriebene römisch-katholischer Konfession angesiedelt. Wolkersdorf gehört zur römisch-katholischen Pfarrgemeinde Nürnberg-Reichelsdorf. Seit 1968 gibt es in Wolkersdorf die Filialkirche Verklärung Christi.

## Brauwesen
Seit 2015 gibt es in Wolkersdorf die kleine Brauerei Zwieselbrau.